# 沖繩少年
《沖繩少年》（日語：オキナワの少年）是一部根據日本小說家東峰夫的同名小說作品所改編的1983年日本電影作品，由新城卓執導，主要演員包括堤真一、緒形拳及倍賞美津子等等。

## 獎項
第26屆藍絲帶獎
- 得獎：最佳男主角獎 - 緒形拳

## 外部連結
- 互联网电影数据库（IMDb）上《沖繩少年》的资料（英文）